# Bogdan Burcea
George Bogdan Burcea (n. 8 mai 1972, Craiova) este un antrenor de handbal din România. În ianuarie 2020, Bogdan Burcea a fost numit antrenorul principal al echipei naționale de senioare a României, cu care s-a clasat pe locul al 12-lea la Campionatul European din 2020.

## Cariera
Bogdan Burcea provine dintr-o familie de handbaliști și a antrenat timp de cinci ani echipe din Grecia. Tatăl său, George Burcea, a fost antrenor al echipelor feminine și masculine ale clubului grecesc A.C. Filippos Verias, iar Bogdan a activat timp de patru ani ca antrenor la echipa feminină GS Elpides Drama și la cea masculină Panathlitikos SF Sykeon Dramas. În 1999, el a calificat-o pe Elpides Drama în Cupa Cupelor EHF, din echipă făcând parte și sora sa, Patricia Burcea-Apostolidou, respectiv soția sa, Adela Burcea. După o perioadă petrecută în România, când a antrenat-o pe CS Daewoo Craiova, Bogdan Burcea, însoțit de soția sa, s-a mutat în Insulele Feroe, unde a fost câte patru ani antrenor la Stranda Ítróttarfelag, respectiv Hondbóltsfelagið Tjaldur. În acest timp, Adela Burcea a jucat și ea la Stranda.
În 2011, Bogdan Burcea a acceptat propunerea lui Nicu Stoian, directorul clubului SCM Craiova, și a devenit antrenorul principal al acestei echipe, în locul Victorinei Bora. În vara și toamna anului 2013, Burcea a antrenat SCM Pitești, iar în noiembrie 2013 s-a transferat la Corona Brașov, înlocuindu-l pe Aurelian Roșca. El a câștigat cu Corona medaliile de argint în Liga Națională în anul 2014 și pe cele de bronz în 2015 și 2016. Din 1 iulie 2016. Bogdan Burcea și-a reziliat contractul cu Corona și a revenit la SCM Craiova în vara anului 2016. Cu SCM Craiova, pe 11 mai 2018, a câștigat Cupa EHF Feminin.
Pe 23 noiembrie 2017, el a devenit antrenorul secund al echipei naționale de tineret a României. Între 2012 și 2015, Burcea a fost antrenorul secund al echipei de senioare a României, cu care s-a calificat la Campionatele Europene din 2012 și 2014.
Bogdan Burcea este lector universitar la Facultatea de Educație Fizică și Sport din Craiova.

## Palmares
- Cupa EHF:
  -  Câștigător (1): 2018 (cu SCM Craiova)
  - Semifinalist (1): 2016 (cu Corona Brașov)

- Cupa Cupelor:
  - Optimi (1): 2016 (cu SCM Craiova)

- Cupa Insulelor Feroe:
  -  Câștigător (2): 2004, 2005 (cu Stranda Ítróttarfelag)

- Liga Națională:
  -  Locul 2 (1): 2014 (cu Corona Brașov)
  -  Locul 3 (2): 2015, 2016 (cu Corona Brașov)

- Cupa României: 
  - Semifinalist (1): 2014 (cu Corona Brașov)